# Almamozaik-vírus

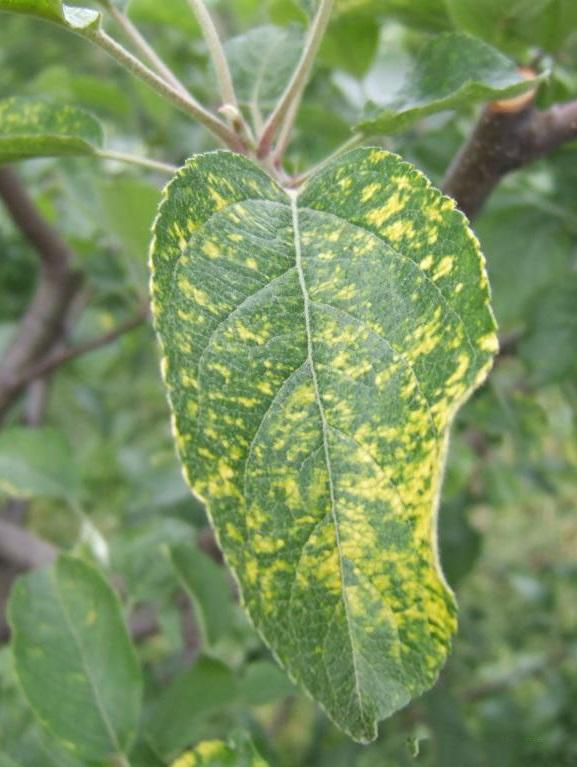
Almamozaik-vírus

Az almamozaik-vírus az almafa vírusbetegségek egyike, amelyet az Apple mosaic virus okoz. Már 1825-ből vannak róla adatok és azóta fokozatosan elterjedt mindenütt, ahol gyümölcstermesztéssel foglalkoznak.

## Gazdanövény
Legfőbb gazdanövénye az alma, de birsen, körtén, őszibarackon, mirabolánon, datolyaszilván és más szilvafajokon is előfordulhat.

## Elterjedése
A legrégebben ismert vírusbetegségek egyike. Már 1825-ből vannak róla adatok és azóta fokozatosan elterjedt mindenütt, ahol gyümölcstermesztéssel foglalkoznak.
Gazdasági jelentőségét sokáig lebecsülték, azonban több éves angol kísérleti eredmények bizonyították, hogy súlyos károkat okoz. Az érzékenyebb fajtáknál 30-40%-os terméscsökkenést is okozhat.
Az alanyok esetében kimutatták, hogy a mozaikbetegség gátlólag hat a fejlődésükre: A fertőzött csemeték az egészségeseknél szerteágazóbbak, egyéb kórokozókkal szemben érzékenyebbek, mint a vírusmentesek.
Kísérletek alapján 3 törzset írtak le:
- Enyhe mozaik (mild mosaic), amelyet enyhe virulens törzsnek neveztek. Ez kevésbé feltűnő pontokat vagy kisebb elszínesedő foltokat okoz, melyek csak korlátozott számú levélen fordul elő. Legtöbbször hiányzik az erek elszinteződése, a levelek nekrózisa. Az így fertőzött növény, az erősebb törzsekkel szemben akár 4 évig is védetté válik.
- Enyhe érmenti sávosodás (mild vein banding), közép virulens törzsnek neveztek.
- Súlyos mozaik (severe mosaic), széles érmenti sávosodást és nagy krolotikus foltokat okoz, amelyek késő nyáron nekrotikussá válnak, amit a levelek lehullása is követhet. A fiatal hajtások kérgén vörösesbarna csíkok, a gyümölcsösön krémszínű foltok jelenhetnek meg, ez utóbbi a piros-gyümölcsű fajtáknál feltűnő.

Ezek a törzsek egyes fajtákon hasonló, de különböző erősségű tüneteket okoz. Így előfordulhat hogy az "A" fajtán jellegzetesebb tünetek okoz, mint a "B" fajtán. de ugyan azon a fajtán mind a három törzs a maga erősségi rendjében hívja elő a tüneteket.

## A tünetek leírása
- A leveleken sárgás, szegletes foltok alakulnak ki, később le is hullhatnak.
- A foltok a termésen is megjelenhetnek, az alma apró, deformált lehet.
- A mozaikos levelek akkorák, vagy kisebbek mint az egészségesek, a levélfelület begörbül és gyengén a főér felé sodródik.
- A beteg levelek keményebbek, besodródnak, ha vissza akarjuk hajtani eltörnek.
- A kifejlődött és régebben fertőzött fák esetében a tünetek enyhébbnek mutatkoznak.
- A gyökerek végén nekrózisokat figyelhetünk meg, amelyek fokozatosan közelednek a gyökérnyakhoz, akár a törzset is elérhetik.